# Дніпро-1 (спортивний клуб)
Спортивний клуб «Дніпро-1» — колишній  український футбольний клуб з міста Дніпро, заснований 29 листопада 2015 року,  клуб розформовано 19 липня 2024 року.
Півфіналіст Кубку України 2017/18 та 2018/19. Срібний призер Прем'єр-ліги 2022/23. Переможець Першої ліги 2018/19 та срібний призер Другої ліги 2017/18.

## Історія

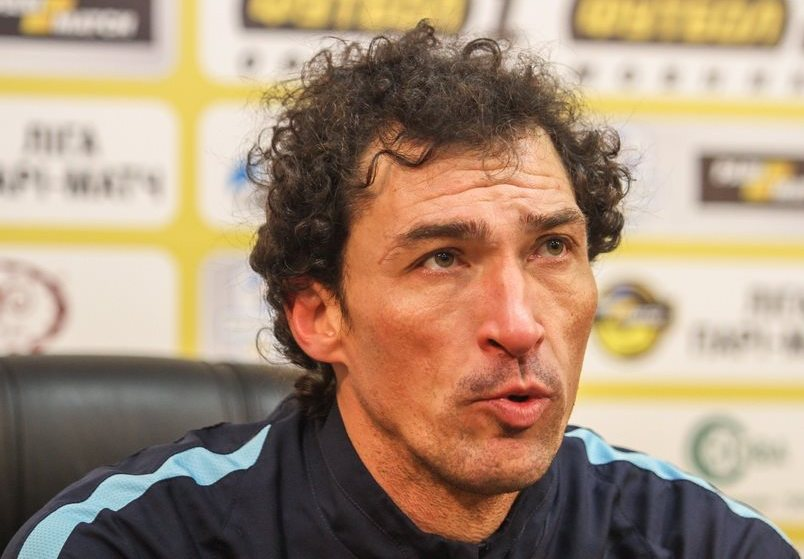
Дмитро Михайленко — головний тренер команди в 2017—2020 роках

### Створення і шлях до Прем'єр-ліги
СК «Дніпро-1» створений 29 листопада 2015 року за ініціативи українського політика Юрія Берези та бізнесмена Геннадія Полонського. У 2016 році команда виграла Кубок Захисника. У 2017 році «Дніпро-1» був учасником благодійного турніру Суперкубок захисника України з футболу. 29 квітня 2017 року спортклубівці дебютували в Першій лізі чемпіонату Дніпропетровської області.
21 червня 2017 року СК «Дніпро-1» був прийнятий до Другої Ліги чемпіонату України. Головним тренером команди став екс-тренер ФК «Дніпро» Дмитро Михайленко. Разом із Михайленком до СК «Дніпро-1» перебрався весь його тренерський штаб, частина персоналу «Дніпра», а також ряд гравців старої команди.

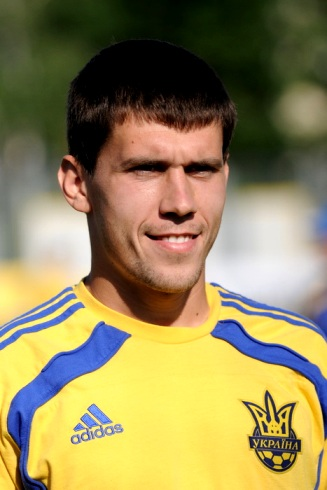
Сергій Кравченко — перший капітан команди на професійному рівні

Кадрова політика СК «Дніпро-1» у перші роки існування клубу передбачала ставку на власних вихованців та загалом українських гравців. У заявці команди на сезон 2017/18 20 гравців з 31 були вихованцями футболу м. Дніпра та області, у сезоні 2018/19 — 21 гравець з 37.
Перший матч на професійному рівні «Дніпро-1» провів 9 липня 2017 року проти чернівецької «Буковини» у рамках 1/64 фіналу Кубку України 2017/18. Гра завершилася перемогою дніпрян з рахунком 5:0.
Першу частину сезону 2017/18 у групі Б Другої ліги «чорно-жовті» завершили на першому місці, відірвавшись від «Металіста 1925», який розташувався на другій сходинці, на два очки. 2 травня 2018 року «Дніпро-1» переміг сімферопольську «Таврію» з рахунком 4:2 та достроково оформив вихід до Першої ліги України. 9 червня 2018 року в матчі за золоті медалі Другої ліги «чорно-жовті» програли 0:1 «Агробізнесу» і здобули срібні нагороди турніру.
В цьому ж сезоні СК «Дніпро-1» вийшов до півфіналу Кубку України, ставши другим в історії клубом Другої ліги, якому вдалося пробитися до настільки високого раунду цього турніру.
Першу частину сезону 2018/19 «Дніпро-1» завершив на першому місці в Першій лізі, відірвавшись від другої сходинки, яку посів «Металіст 1925», на п'ять очок. 11 травня 2019 року «Дніпро-1» достроково, за три тури до фінішу змагання, став чемпіоном Першої ліги.
У Кубку України дніпряни другий рік поспіль пройшли до 1/2 фіналу, в якому 17 квітня 2019 року поступилися з рахунком 0:2 донецькому «Шахтарю».

### Прем'єр-ліга
У першому матчі в Прем'єр-лізі дніпряни обіграли донецький «Олімпік» з рахунком 2:0. Перший гол «Дніпра-1» в УПЛ забив Сергій Булеца. В сезонах 2019/2020 і 2020/2021 «Дніпро-1» посідав 7 місце в чемпіонаті. У Кубку України 2019/20 клуб вилетів в 1/8 фіналу від «Інгульця» з рахункам 1:2, а в сезоні 2020/21 поступилася в пенальті «Олександрії» в 1/4 фіналу.

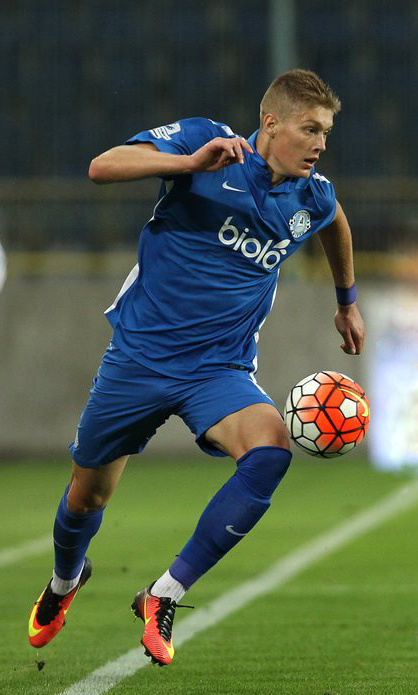
Артем Довбик — найкращий бомбардир в історії «Дніпра-1» та УПЛ в сезоні 2022/23

22 вересня 2020 року клуб очолив хорватський тренер Ігор Йовичевич, головним завданням якого було потрапляння в єврокубки. Це завдання було виконане наступного сезону: в Прем'єр-лізі 2021/22 клуб посів 3 місце, яке дозволяло взяти участь в плей-офф раунді Ліги Європи УЄФА. Після закінчення угоди Йовичевич покинув клуб і перейшов до «Шахтаря». 29 липня 2022 року новим головним тренером «Дніпра-1» призначено колишнього тренера Металіста Олександра Кучера.
В плей-офф Ліги Європи «Дніпро-1» зазнав поразки від кіпрського клубу АЕК (Ларнака) з загальним рахунком 1:5, тому потрапив до групового етапу Ліги конференцій, де посів 2 місце на груповому етапі, маючи три перемоги, одну нічию та 2 поразки, що дало право зіграти в стикових матчах за прохід в плей-оф змагань, де «Дніпро-1» знову поступилося АЕКу, на цей раз з рахунком 0:1.
В сезоні 2022/23 у чемпіонаті України «Дніпро-1» взяв «срібло», хоча команда зберігала шанси посісти 1 місце до передостаннього матчу, який закінчився поразкою від майбутнього чемпіона донецького «Шахтаря» 3:0. Нападник «Дніпра-1» Артем Довбик, забивши 24 голи, став найкращим бомбардиром УПЛ, і другим бомбардиром в історії чемпіонату України за кількістю забитих голів у одному сезоні. Олександр Піхальонок з 10 асистами став найкращим асистентом сезону. Друге місце дозволило взяти участь в єврокубках, а саме в другому кваліфікаційному раунді Ліги чемпіонів.
В сезоні 2023/24 «Дніпро-1» вилетів з усіх трьох єврокубків на стадії кваліфікації, в результаті чого головний тренер Олександр Кучер пішов у відставку і був замінений на Юрія Максимова

## Статистика виступів в Україні
| Сезон   | Чемпіонат України | Чемпіонат України | Чемпіонат України | Чемпіонат України | Чемпіонат України | Чемпіонат України | Чемпіонат України | Чемпіонат України | Чемпіонат України | Кубок України | Головний тренер                   | Найкращий бомбардир (кількість голів)      |
| Сезон   | Ліга, етап        | Ліга, етап        | Місце             | Ігри              | В                 | Н                 | П                 | РМ                | Очки              | Кубок України | Головний тренер                   | Найкращий бомбардир (кількість голів)      |
| 2017/18 | Друга             | Група Б           | 1 з 12            | 33                | 26                | 3                 | 4                 | 87−15             | 81                | 1/2           | Дмитро Михайленко                 | Ігор Когут (17)                            |
| 2017/18 | Друга             | Фінал             | 2                 | 1                 | 0                 | 0                 | 1                 | 0−1               | —                 | 1/2           | Дмитро Михайленко                 | Ігор Когут (17)                            |
| 2018/19 | Перша             | Перша             | 1 з 15            | 28                | 21                | 4                 | 3                 | 72−21             | 67                | 1/2           | Дмитро Михайленко                 | Станіслав Куліш (20)                       |
| 2019/20 | Прем'єр-ліга      | Прем'єр-ліга      | 7 з 12            | 32                | 15                | 4                 | 13                | 42−42             | 49                | 1/8           | Дмитро Михайленко                 | Владислав Супряга (14)                     |
| 2020/21 | Прем'єр-ліга      | Прем'єр-ліга      | 7 з 14            | 26                | 8                 | 6                 | 12                | 36−38             | 30                | 1/4           | Дмитро Михайленко, Ігор Йовичевич | Артем Довбик (10)                          |
| 2021/22 | Прем'єр-ліга      | Прем'єр-ліга      | 3 з 16            | 18                | 13                | 1                 | 4                 | 35−17             | 40                | 1/4           | Ігор Йовичевич                    | Артем Довбик (14)                          |
| 2022/23 | Прем'єр-ліга      | Прем'єр-ліга      | 2 з 16            | 30                | 21                | 4                 | 5                 | 61−27             | 67                | —             | Олександр Кучер                   | Артем Довбик (29)                          |
| 2023/24 | Прем'єр-ліга      | Прем'єр-ліга      | 4 з 16            | 30                | 14                | 10                | 6                 | 40−27             | 52                | 1/8           | Олександр Кучер, Юрій Максимов    | Олександр Філіппов, Олексій Гуцуляк (по 9) |

Найбільші перемоги:
- у Прем'єр-лізі — 5:0 «Металіст» (3.05.2023, Ужгород);
- у Першій лізі України — 7:0 «Суми» (12.04.2019, Дніпро);
- у Другій лізі України — 8:0 «Металург» (21.07.2017, Запоріжжя), «Суднобудівник» (26.05.2018, Дніпро);
- у Кубку України — 5:0 «Буковина» (9.07.2017, Дніпро), «ВПК-Агро» (2.12.2020, Дніпро).

Найбільші поразки:
- у Прем'єр-лізі — 0:4 «Колос» (7.12.2019, Київ), «Зоря» (26.09.2021, Дніпро);
- у Першій лізі України — 0:4 «Прикарпаття» (11.05.2019, Івано-Франківськ);
- у Другій лізі України — 0:2 «Нікополь» (13.08.2017, Нікополь), «Дніпро» (11.10.2017, Дніпро);
- у Кубку України — 1:4 «Динамо» (18.04.2018, Дніпро).

## Виступи в єврокубках

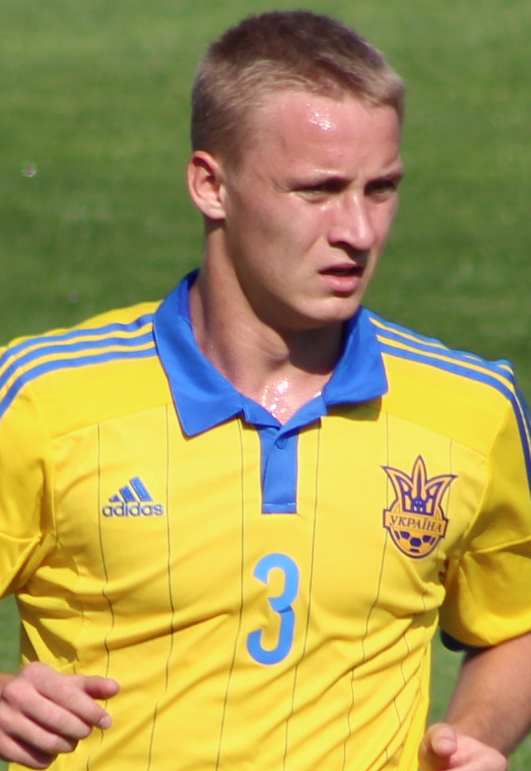
Олександр Сваток — автор дебютного голу клубу в єврокубках

| Сезон   | Турнір           | Раунд                | Опонент             | Вдома | На виїзді | Загалом | Квал. |
| ------- | ---------------- | -------------------- | ------------------- | ----- | --------- | ------- | ----- |
| 2022/23 | Ліга Європи      | Плей-оф              | АЕК (Ларнака)       | 1:2   | 0:3       | 1:5     |       |
| 2022/23 | Ліга конференцій | Група E              | АЗ (Алкмар)         | 0:1   | 1:2       | 2 з 4   |       |
| 2022/23 | Ліга конференцій | Група E              | «Аполлон» (Лімасол) | 1:0   | 3:1       | 2 з 4   |       |
| 2022/23 | Ліга конференцій | Група E              | «Вадуц»             | 2:2   | 2:1       | 2 з 4   |       |
| 2022/23 | Ліга конференцій | Плей-оф              | АЕК (Ларнака)       | 0:0   | 0:1       | 0:1     |       |
| 2023/24 | Ліга чемпіонів   | 2 раунд кваліфікації | Панатінаїкос        | 1:3   | 2:2       | 3:5     |       |
| 2023/24 | Ліга Європи      | 3 раунд кваліфікації | Славія              | 1:1   | 0:3       | 1:4     |       |
| 2023/24 | Ліга конференцій | Плей-оф              | Спартак Трнава      | 1:2   | 1:1       | 2:3     |       |

## Досягнення
Українська прем'єр-ліга:
- Віце-чемпіон: 2022/23
- 3 місце: 2021/22[25]
- Володар Трофею престижу: 2019/20

Кубок України:
- Півфіналіст (2): 2017/18, 2018/19

Перша ліга чемпіонату України:
- Чемпіон: 2018/19

Друга ліга чемпіонату України:
- Віце-чемпіон: 2017/18

## Керівництво та персонал

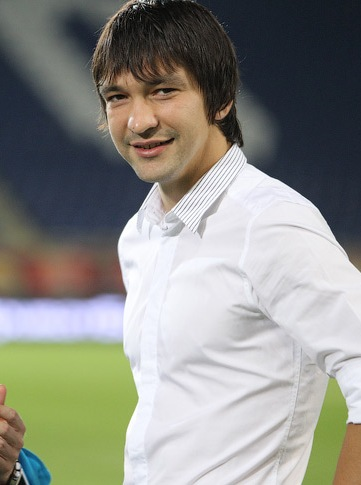
Андрій Русол

| Посада               | Ім'я                |
| -------------------- | ------------------- |
| Почесний президент   | Юрій Береза         |
| Президент            | Максим Береза       |
| Виконавчий директор  | Андрій Русол        |
| Генеральний директор | Антон Фурсов        |
| Спортивний директор  | Євген Красніков     |
| Адміністратор        | Олег Саліхов        |
| Адміністратор        | Вадим Комардін      |
| Адміністратор        | Олександр Пушкарьов |

## Тренерський штаб

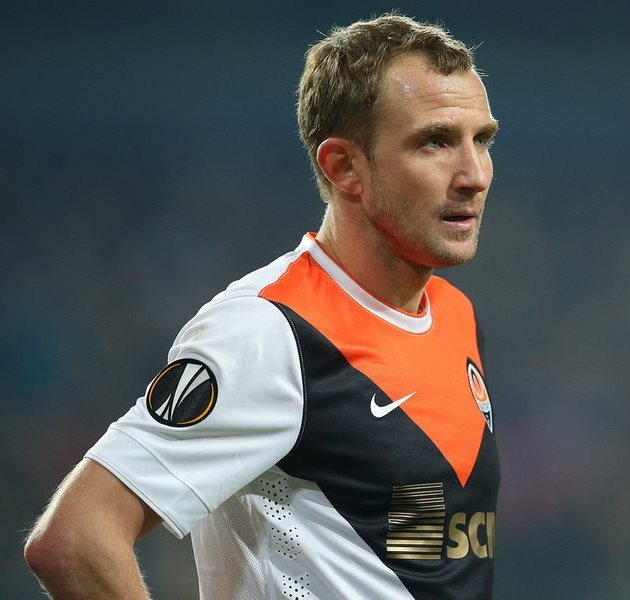
Олександр Кучер

| Посада                     | Ім'я             |
| -------------------------- | ---------------- |
| Головний тренер            | Олександр Кучер  |
| Помічник головного тренера | Андрій Кудимов   |
| Тренер                     | Юрій Ушмаєв      |
| Тренер                     | Олександр Грицай |
| Тренер                     | Іван Телько      |
| Тренер воротарів           | Валерій Городов  |
| Тренер з фізпідготовки     | Євген Баришніков |
| Тренер-селекціонер         | Андрій Полунін   |
| Тренер з наукової групи    | Максим Іванський |
| Тренер-адміністратор       | Іван Чебаненко   |

## Головні тренери

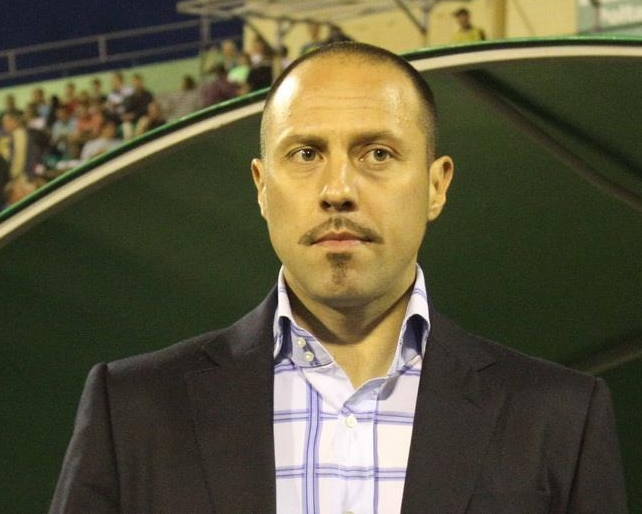
Ігор Йовичевич

| Період                | Ім'я              | Досягнення                                                                             |
| --------------------- | ----------------- | -------------------------------------------------------------------------------------- |
| 16.07.2017−18.09.2020 | Дмитро Михайленко | 2 місце в Другій лізі, 1 місце в Першій лізі, 7 місце в УПЛ, 1/2 Кубку України (двічі) |
| 22.09.2020−13.07.2022 | Ігор Йовичевич    | 7 місце в УПЛ, 3 місце в УПЛ                                                           |
| 29.07.2022−20.08.2023 | Олександр Кучер   | 2 місце в УПЛ, плей-оф Ліги конференцій                                                |

## Рекорди

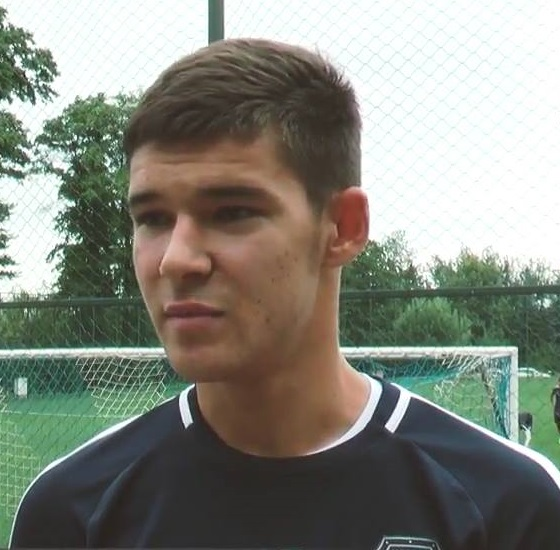
Ігор Когут

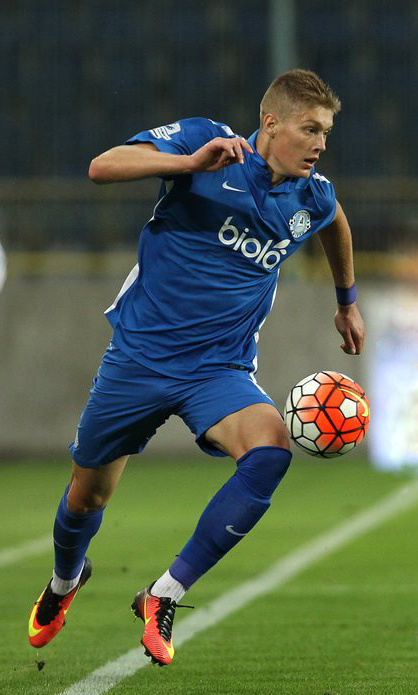
Артем Довбик

Станом на 27 червня 2024 року
| №   | Гравець              | Період виступів | Кількість ігор |
| --- | -------------------- | --------------- | -------------- |
| 1   | Ігор Когут           | 2017−2024       | 174            |
| 2   | Сергій Логінов       | 2017−2022       | 140            |
| 3   | Олександр Назаренко  | 2018−2023       | 125            |
| 4   | Олександр Сваток     | 2020−2024       | 108            |
| 5   | Володимир Адамюк     | 2019−2024       | 103            |
| 6   | Олександр Піхальонок | 2021−2024       | 102            |
| 7   | Максим Лопирьонок    | 2017−2020       | 91             |
| 8−9 | Артем Довбик         | 2020−2023       | 85             |
| 8−9 | Сергій Кравченко     | 2017−2020       | 85             |
| 10  | Валерій Юрчук        | 2017−2022       | 83             |

Станом на 27 червня 2024 року
| №    | Гравець                 | Період виступів     | Голи | Матчі |
| ---- | ----------------------- | ------------------- | ---- | ----- |
| 1    | Артем Довбик            | 2020−2023           | 54   | 85    |
| 2    | Ігор Когут              | 2017−2024           | 41   | 179   |
| 3    | Станіслав Куліш         | 2018−2019           | 24   | 42    |
| 4    | Владислав Супряга       | 2017−2018 2019−2020 | 22   | 55    |
| 5−6  | Олексій Гуцуляк         | 2021−2024           | 20   | 76    |
| 5−6  | Олександр Піхальонок    | 2020−2024           | 20   | 102   |
| 7    | Олександр Назаренко     | 2018−2023           | 19   | 125   |
| 8    | Олексій Чичиков         | 2018−2020           | 14   | 65    |
| 9−10 | Сергій Кравченко        | 2017−2020           | 13   | 85    |
| 9−10 | Владислав Войцеховський | 2017−2018           | 13   | 35    |

## Відомі гравці
Наведено список гравців СК «Дніпро-1», які виступали за національні збірні:
| - Україна (2008—2013) Сергій Кравченко, грав за «Дніпро-1» у 2017—2020 - Україна (2010—2011) Євген Чеберячко, грав за «Дніпро-1» у 2017 - Україна (2010) Володимир Польовий, грав за «Дніпро-1» у 2017—2020 - Україна (2021—т. ч.) Артем Довбик, грав за «Дніпро-1» у 2020—2023 - Україна (2022—т. ч.) Олександр Піхальонок, грав за «Дніпро-1» у 2020—2024 - Україна (2023—т. ч.) Олександр Сваток, грав за «Дніпро-1» у 2020—2024 | - Україна (2024—т. ч.) Олексій Гуцуляк, грав за «Дніпро-1» у 2021—2024 - Грузія (2006—2017) Олександр Кобахідзе, грав за «Дніпро-1» у 2019 - Сенегал (2012) Папа Гує, грав за «Дніпро-1» у 2019—2020 - Коста-Ріка (2015—2023) Рональд Матарріта, грав за «Дніпро-1» у 2023 - Аргентина (2019) Домінго Феліпе Бланко, грав за «Дніпро-1» у 2022—2023 - Алжир (2022) Яніс Амаш, грав за «Дніпро-1» у 2022—2023 |

## Інфраструктура

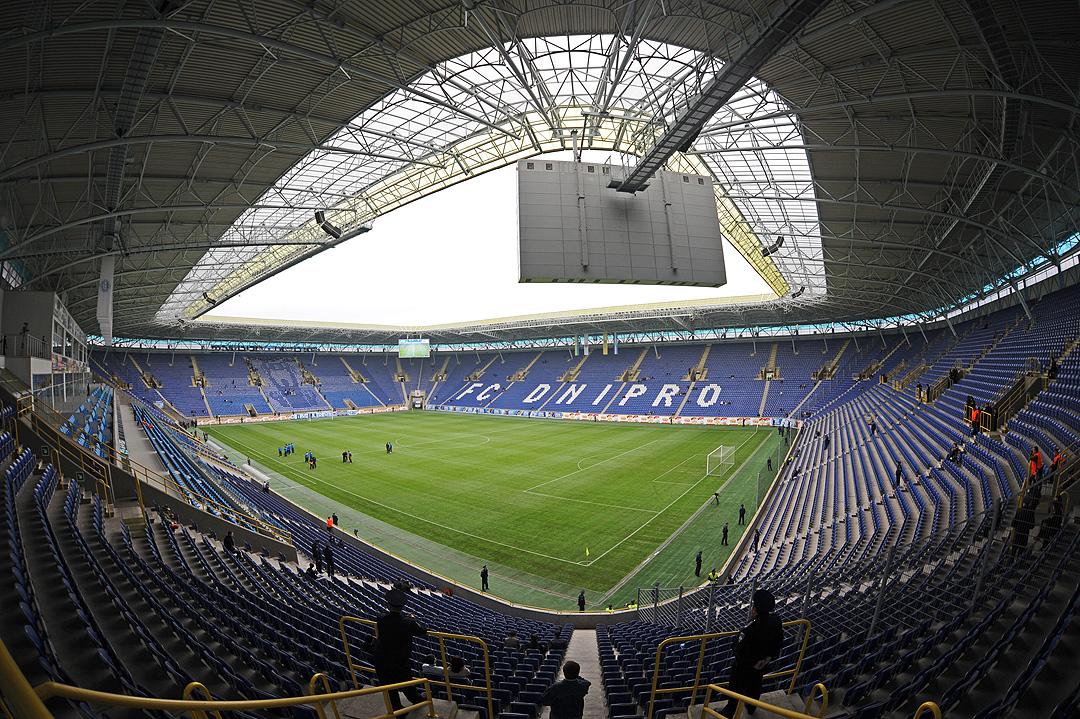
«Дніпро-Арена»

Домашнім стадіоном команди є «Дніпро-Арена». Стадіон побудовано у 2008 році. Він має 31 003 глядацьких місця.
«Дніпро-1» проводить тренування на спортивно-тренувальній базі ФК «Дніпро», що знаходиться в Придніпровському житловому масиві Дніпра.
2 квітня 2024-го року спортивна база «Дніпра-1» зазнала ушкоджень внаслідок атаки Росією «шахедами».